# Dimitrie Lecca
Pour les articles homonymes, voir Lecca.
Dimitrie Lecca (né le 2 décembre 1832 à Tecuci, Principauté de Moldavie et mort le 4 juillet 1888 à Radomiresti, Royaume de Roumanie) est un militaire et homme politique roumain. 

## Biographie
Né à Tecuci, il étudie à l'École d'application de l'artillerie et du génie de Metz et à l'École d'État-major près de Paris de 1852 à 1853. De retour chez lui, il entre dans l'armée moldave, qui deviendra bientôt l'armée roumaine, et devient major en 1863. Il commande le bataillon d'élite qui garde le palais princier de Bucarest dans la nuit du  22 février 1866. Complice des conspirateurs contre le Domnitor Alexandre Jean Cuza, il permet l'entrée au palais des officiers qui ont forcé l'abdication du souverain. 
Lecca devient ministre de la Guerre immédiatement après, du 11 février au 10 mai 1866, sous le gouvernement de Ion Ghica. Promu colonel en 1868, il démissionne de l'armée en 1872 et entre en politique. Membre du Parti national libéral fondé en 1875, il est élu à l'Assemblée des députés en 1876. Il retourne au service militaire pour combattre dans la guerre d'indépendance de la Roumanie, servant de nouveau comme ministre de la guerre sous Ion C. Brătianu du 11 juillet 1879 au 28 avril 1880. Lecca est président de l'Assemblée à deux reprises : d'octobre 1882 à mars 1883 et d'octobre 1883 jusqu'à sa mort à Radomirești le 4 juillet 1888.